# Sing for the Moment
Sing for the Moment är en låt av Eminem från albumet The Eminem Show som släpptes 2002. Låten utgavs som musiksingel 2003.
Musiken och refrängen är samplat av Aerosmith - Dream On.